# Barito
Il Barito è un fiume dell'Indonesia situato sull'isola di Borneo, nella provincia di Kalimantan Meridionale. Con i suoi 880 km è il secondo fiume più lungo dell'Indonesia, dopo il Kapuas (1150 km).

## Percorso
Il fiume Barito nasce presso il confine con il Sarawak dai Monti Müller. Scorre verso sud attraversando vaste pianure paludose e, prima di sfociare con un delta nel Mar di Giava, si divide in due bracci, uno dei quali attraversa la città di Banjarmasin. Il fiume risulta navigabile anche da navi di grossa stazza per oltre 500 km.